# Kanako Noguchi
Kanako Noguchi (jap. 野口 可奈子, Noguchi Kanako; * 26. November 1980) ist eine ehemalige japanische Biathletin.
Kanako Noguchi lebt in Hokkaidō. Die für die „Winterkampfausbildungseinheit“ der Bodenselbstverteidigungsstreitkräfte startende Sportsoldatin bestritt ihre ersten internationalen Rennen zum Auftakt der Saison 2002/03 in Ål im Europacup, bei denen sie in Sprint und Einzel als Viertplatzierte jeweils nur um einen Rang das Podium verpasste. Im weiteren Saisonverlauf erreichte sie bei einem Einzel in Obertilliach nochmals einen vierten Rang und damit zum dritten Mal ihre beste Platzierung in der zweithöchsten Rennserie. Zuvor gab sie auf der ersten Station des Weltcups in der Saison auch ihr Debüt in der höchsten Rennserie und wurde 78. eines Sprints und als Schlussläuferin mit Ikuyo Tsukidate, Tamami Tanaka und Sanae Takano Staffel-15. In Oslo erreichte sie an der Seite dieser drei mit Rang zehn im Staffelrennen im weiteren Saisonverlauf ihr bestes Staffel-Ergebnis im Weltcup. Höhepunkt der Saison und der Karriere wurden die Biathlon-Weltmeisterschaften 2003 in Chanty-Mansijsk. Im Einzel wurde sie 52., was zugleich das beste Ergebnis der Japanerin im Weltcup war, im Sprint kam Noguchi auf den 63. Platz und wurde mit Takano, Tanaka und Tsukidate als Schlussläuferin der Staffel 13. Nach mehreren Rennen zu Beginn der Saison 2003/04 kam sie nicht mehr zu internationalen Einsätzen.

## Biathlon-Weltcup-Platzierungen
Die Tabelle zeigt alle Platzierungen (je nach Austragungsjahr einschließlich Olympische Spiele und Weltmeisterschaften).
- 1.–3. Platz: Anzahl der Podiumsplatzierungen
- Top 10: Anzahl der Platzierungen unter den ersten zehn (einschließlich Podium)
- Punkteränge: Anzahl der Platzierungen innerhalb der Punkteränge (einschließlich Podium und Top 10)
- Starts: Anzahl gelaufener Rennen in der jeweiligen Disziplin

| Platzierung         | Einzel | Sprint | Verfolgung | Massenstart | Staffel | Gesamt |
| ------------------- | ------ | ------ | ---------- | ----------- | ------- | ------ |
| 1. Platz            |        |        |            |             |         |        |
| 2. Platz            |        |        |            |             |         |        |
| 3. Platz            |        |        |            |             |         |        |
| Top 10              |        |        |            |             | 1       | 1      |
| Punkteränge         |        |        |            |             | 4       | 4      |
| Starts              | 3      | 4      |            |             | 4       | 11     |
| Stand: Karriereende |        |        |            |             |         |        |